# Naturschutzgebiet Lippeaue (WES-001)
Koordinaten: 51° 39′ 30″ N, 6° 46′ 51″ O

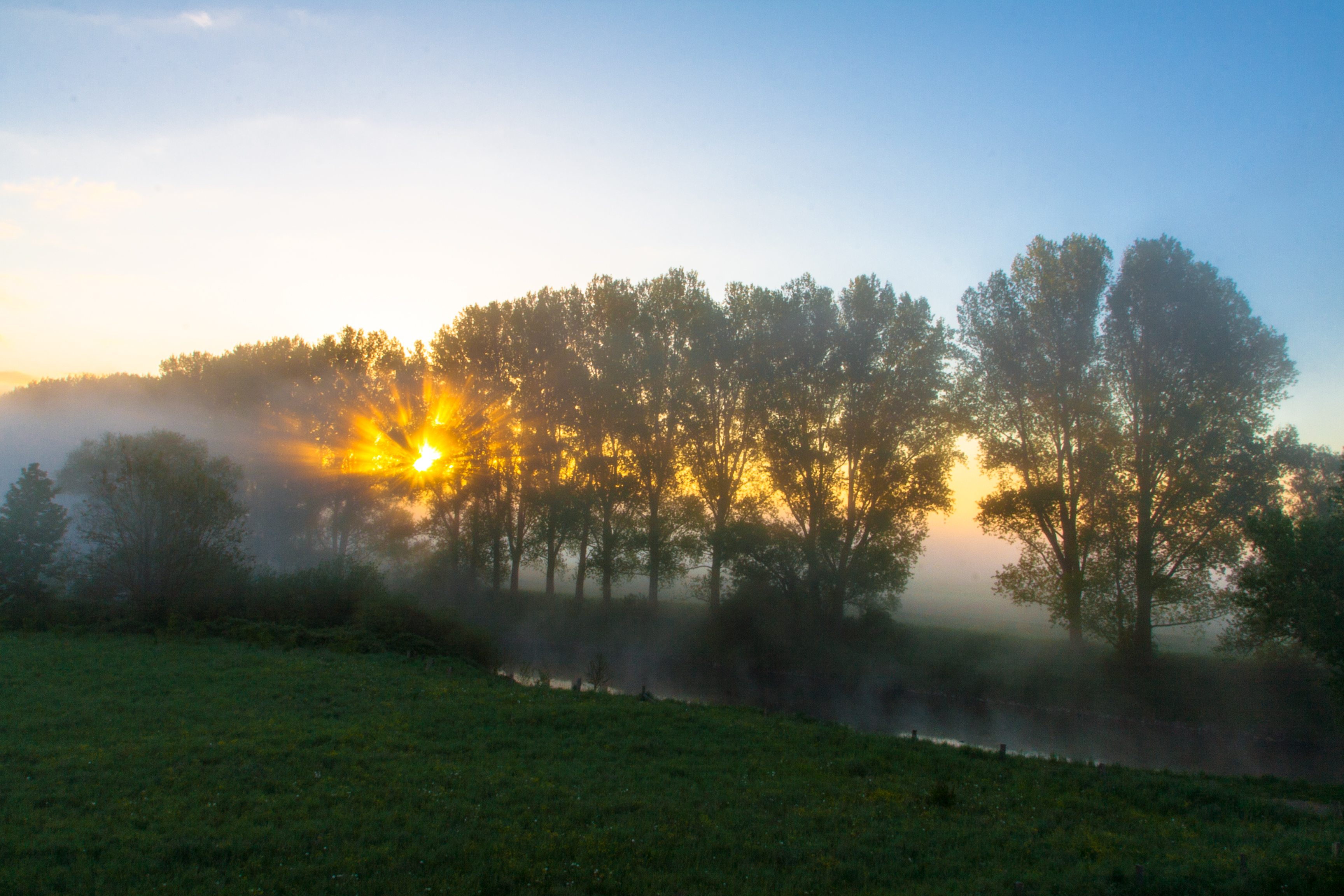
Naturschutzgebiet Lippeaue (WES-001) (Mai 2015)

Das Naturschutzgebiet Lippeaue (WES-001) liegt auf dem Gebiet der Gemeinden Hünxe und Schermbeck im Kreis Wesel in Nordrhein-Westfalen.
Das Gebiet erstreckt sich entlang der Lippe zwischen dem südwestlich gelegenen Kernort Hünxe und dem nordöstlich gelegenen Kernort Schermbeck. Nördlich verläuft die B 58, östlich die A 31, südlich die Landesstraße L 463 und östlich die A 31. Durch das Gebiet hindurch verlaufen die L 1 und die L 104.

## Bedeutung
Für Schermbeck und Hünxe ist seit 1936 ein 1004,15 ha großes Gebiet unter der Kenn-Nummer WES-001 als Naturschutzgebiet ausgewiesen. Das Gebiet wurde unter Schutz gestellt, um die naturnahen Strukturen des Fließgewässers mit seiner typischen Unterwasservegetation und den angrenzenden charakteristischen Auenbiotopen sowie der naturnahen eutrophen Stillgewässer und Altarme zu erhalten und wiederherzustellen.